# Premio Anna Seghers
El Premio Anna Seghers es un premio literario que se otorga en Alemania de acuerdo con el testamento de esta escritora Anna Seghers, que estipuló que el dinero obtenido por sus obras debía utilizarse para incentivar a autores jóvenes. Se da anualmente a un escritor alemán y a uno latinoamericano. Desde 1986 a 1994 lo entregaba la Academia de las Artes de Berlín y después ha estado a cargo de la Fundación Anna Seghers.

## Ganadores
- 1986: Ingeborg Arlt, Omar Saavedra Santis
- 1987: Kerstin Hensel, Ramón Díaz Eterovic, Gioconda Belli
- 1988: Kathrin Schmidt, Jens Sparschuh
- 1989: Annett Gröschner, Jörg Kowalski
- 1990: Arturo Arias, Daína Chaviano, Johannes Jansen, Reinhard Jirgl, Sonja Voß-Scharfenberg.
- 1991: Casa para niños de la calle (Brasil)
- 1992: Ines Eck
- 1993: Alois Hotschnig
- 1994: João Ubaldo Ribeiro
- 1995: Marion Titze
- 1996: Michael Kleeberg, Miguel Vitagliano
- 1997: Ulrich Peltzer, Carmen Boullosa
- 1998: Róža Domašcyna, David Mitrani Arenal
- 1999: Stefanie Menzinger, Hermann Bellinghausen (México)
- 2000: Melanie Gieschen, Alonso Cueto
- 2001: Ana Teresa Torres, Carsten Probst
- 2002: Rafael Gumucio, Lutz Seiler
- 2003: Catalin Dorian Florescu
- 2004: Claudia Hernández, Jan Wagner
- 2005: Cristina Rivera Garza, Ulf Stolterfoht
- 2006: Nico Bleutge, Pedro Lemebel
- 2007: Fabián Casas, Katja Oskamp
- 2008: Lukas Bärfuss, Alejandra Costamagna
- 2009: Daniela Dröscher, Guadalupe Nettel
- 2010: Félix Bruzzone, Andreas Schäfer
- 2011: Sabrina Janesch, Lina Meruane (Chile)
- 2012: Olga Grjasnowa, Wilmer Urrelo Zárate (Bolivia)
- 2015: Nino Haratischwili[1]
- 2016: Yuri Herrera
- 2017: Maren Kames
- 2018: Julián Fuks, Manja Präkels
- 2019: Joshua Groß, Fernanda Melchor[2]
- 2020: Ivna Zic, Hernán Ronsino[3]
- 2021: Magela Baudoin, Francis Nenik
- 2022: Alia Trabucco

- 2023: Marlen Hobrack, Enrique Winter